# Pak Hok Pai
Il termine Pak Hok Pai (白鶴派, Baihepai) in lingua cantonese significa stile della gru bianca e uno degli stili di Kung fu.

## Storia dello stile
Inizialmente il nome originario dello stile era Si Ji Hao (狮子吼, Shizihou), ovvero il Ruggito del Leone; si chiamava così in quanto era legato alla concezione buddista sulla nascita del Buddha, il quale quando nacque teneva una mano alzata verso il cielo e una appoggiata sul cuore, ricordando così le fauci di un leone, mentre emetteva il caratteristico suono "OM" rievocandone appunto il ruggito.
Le origini dello stile risalgono al Quattrocento e si narra che il fondatore dello stile, mentre era intento nella sua quotidiana pratica meditativa, improvvisamente venne interrotto da forti grida di animali. Dirigendosi dove le grida provenivano scorse una grossa scimmia di montagna intenta ad attaccare una gru bianca. Forti colpi di braccia della scimmia andavano a vuoto grazie ai movimenti evasivi della gru, la quale poi scagliava colpi agli occhi della scimmia con il suo becco. Il monaco, impressionato dal combattimento tra i due animali, decise di prendere ispirazione sia dai potenti colpi di braccia e gioco di gambe della scimmia sia dalla grande capacità evasiva unita alla forte determinazione della gru. Fu così che ispirandosi a loro Ho Ta To creò un sistema di combattimento.
Questa è la tradizionale leggenda che racconta la nascita del sistema fondato dal monaco tibetano Ho Ta To (阿達陀, Adatuo). Siamo all'inizio della dinastia Ming (1368 - 1644) e Ho Ta To, forse originario del territorio di Ching Hoy (青玉, Qingyu), si trasferì con la sua famiglia in Tibet. Ricco di misticismo, religione e filosofia il Tibet fu il luogo dove Ho Ta To divenne monaco e discepolo del grande maestro Gut Gong. La sua formazione richiedeva molte ore di pratica di meditazione immersi nella natura.
Il sistema si basava su otto tecniche di braccia fondamentali, nel tentativo di utilizzare metodi semplici ed efficaci, simili a quelli visti usare dalla gru bianca per difendersi
Ho Ta To trasmise le sue conoscenze al monaco Dolokatan (多羅吉坦T, 多罗吉坦S,  Duōluó Jítǎn P,  Tuo-luo Chi-t'an W cantonese Doloh Gattaan) il quale, mantenendo la filosofia di base, ridisegnò i movimenti aumentando la complessità, portando a 10 le tecniche di braccia e inserendo tecniche di gamba, e ribattezzò lo stile Pak Hok Chung (La Gru Bianca Originale).
Lo stile venne segretamente trasmesso e in seguito arrivò fino al periodo della dinastia Ching (1644 - 1911), quando suo depositario era il reverendo Sin Long  (升隆长老T, 升隆长老S,  Shēng Lóng Chánglǎo P,  Sheng Long Chang-lao  W Cantonese Sing Luhng jeung-louh) (circa 1860 d.C.).
Fu lui ad insegnare lo stile anche a chi non era monaco, è durante questo periodo che assunse il nome di Lama Pai, il kung fu dei Lama.
Sin Long insieme a quattro suoi studenti monaci (Dai Chi 子大智, Dai Wai 大慧, Dai Yuan 大圆, Dai Kwok 大觉) si recò nel sud della Cina dove iniziò l'insegnamento dello stile, qui presso il monastero di Hing Wan a Sui Hing sulla montagna del lago Ding Woo accettò come allievi diretti Wong Yan Lam (che chiamò poi lo stile Hop Gar), Chu Chi Yu, Chan Yan. Più tardi accettò Wong Lam Hoi che apprese lo stile sia da Chu Chi Yu che da Sin Long.
Sembra che solo due suoi discepoli furono i depositari dell'intero sistema, essi furono Wong Lam Hoi (黃林開T, 黃林开S,  Huáng Línkāi P,  Huang Lin-kai  W Cantonese Wohng Lahm-hoi) e Wong Yan Lam (王隱林T, 王隐林S,  Wáng Yǐnlín P,  Wang Yin-lin W, cantonese Wohng Yanlahm).  A prescindere dal rapporto che esisteva tra i due dobbiamo a loro la propagazione del Lama Pai in Hop Gar tramite Wong Yan Lam e in Pak Hok Pai tramite Wong Lam Hoi. L'articolo From Monks to Palace Guards: Tibet's Misterious Martial Arts descrive la divisione in tre rami, uno dei quali ha mantenuto il nome di Lama Pai (喇嘛派T, 喇嘛派S, lǎmapàiP,  lamapaiW Cantonese la mah paai); questo ramo è stato trasmesso da Jyu Chyuhn, un altro allievo di Wong Lam Hoi. Ng Siu Chung (吳肇锺T, 吴肇锺S, Wú ZhàozhōngP,  Wu Chao-chongW Cantonese Hng Siuh-jung) suo discepolo diretto, il quale ricevette in eredità alla morte del maestro l'arte dello sviluppo della mente e la statuetta del Buddha d'oro "Jin Ru Lai Fuo", testimonianza quest'ultima della leadership dello stile.
Ng Siu Chung, discepolo diretto di Wong Lam Hoi, divenuto successore e capo dello stile, cambiò il nome dello stile in Pak Hok Pai in quanto la maggioranza delle tecniche si ispirano e riproducono i movimenti evasivi della gru (Pak: bianco - Hok: gru - Pai: sistema) e per simboleggiare l'aspetto salutare del sistema in quanto la gru bianca in Cina è simbolo di lunga vita.
Fondò ad Hong Kong la Hong Kong Pak Hok Pai Athletic Federation ed ebbe molti abili studenti di cui i più famosi furono Kwong Bon Fu, Lok Ci Fu, Au Wing Nim, Tang Chak Ming, Ng Ying Kam, Leung Chi Am, Chan Hak Fu (sostenne un combattimento a Macao) e Kwan Tak Hin (divenuto poi attore famoso per aver interpretato il ruolo di Wong Fei Hung in Once Upone a Time - era famoso inoltre per l'abilità posseduta nell'utilizzo della frusta).
Con Ng Siu Chung lo stile ebbe molta notorietà, famoso su anche il combattimento avvenuto a Macao nel 1954 tra Chan Hak Fu del Pak Hok Pai e Nhg Gung-Yee dello stile Wu di Taijiquan.
Alla morte di Ng siu Chung molti allievi si divisero aprendo a loro volta federazioni e rischiando di perdere lo stile.
Oggi non è stato designato ufficialmente il Chen Mun Yan, il discendente diretto e depositario dello stile, e l'ultimo ufficialmente riconosciuto risulta essere stato Ng Siu Chung appunto.
Si Tai Po (la grande mamma), moglie di Ng Siu Chung, venuta a mancare nel 2010, ha riconosciuto come erede dello stile e depositario dell'intero sistema tibetano della gru bianca il maestro Cheung Kwok Wah, il quale ha studiato lo stile come allievo diretto di, Au Wing Nim, Ng Ying Kam. Il maestro Tang Cha Mings era l'allievo anziano del maestro Ng Siu Chung,ed ha insegnato tutto lo stile, che lui conosceva, integro e originale al suo allievo Yau Yu Kong.
Oggi lo stile è largamente diffuso nel mondo sotto varie genealogie, le quali fanno tutte riferimento al Gran Maestro Ng Siu Chun. Lo stile è presente in Europa, Stati Uniti, America Latina, Israele, Filippine, Indonesia, Australia, Hong Kong e Italia.

## Caratteristiche
Il sistema inizialmente si basava su otto tecniche di braccia fondamentali nel tentativo di utilizzare metodi semplici ed efficaci, simili a quelli visti usare dalla gru bianca per difendersi.
Ho Ta To trasmise le sue conoscenze al monaco Dolokatan il quale mantenendo la filosofia di base ridisegnò i movimenti aumentando la complessità portando a 10 le tecniche di braccia inserendo anche le tecniche di gamba.
Lo stile è caratterizzato da movimenti di braccia lunghe e potenti, da un gioco di gambe molto vivace. In pratica viene utilizzato il movimento evasivo del busto, tipico della gru, insieme al gioco di gambe potenti colpi tipici della scimmia.
I principi fondamentali dello stile sono:
- evasività
- intercettare
- penetrare
- determinazione

## Lignaggio Pak Hok Pai
- Wong Lam Hoi - Chu Chi Yu - Nhg Siu-Chung - Kwong Bon Fu - Luk Chi Fu - Luk Chu Mao
- Wong Lam Hoi - Chu Chi Yu - Nhg Siu-Chung - Chan Hak Fu
- Wong Lam Hoi - Chu Chi Yu - Nhg Siu-Chung - Kwong Bon Fu - Vincent Chow (Canada)
- Wong lam hoi -  Nhg Siu Chung - Cheung Kwok Wah - Carlo Tonti (Europa)
- Wong lam hoi -  Nhg Siu Chung - Cheung Kwok Wah - Carlo Tonti (Italia)
- Wong lam hoi -  Nhg Siu Chung - Cheung Kwok Wah - Carlo Tonti (Italia)
- Wong lam hoi -  Nhg Siu Chung - Tak Ciak Ming - Yau Yuk Kong  (Hong Kong)
- Wong lam hoi -  Nhg Siu Chung - Tak Ciak Ming - Yau Yuk Kong - Nardozza Alessandro (Europa) (Italy)